# NGC 1816
NGC 1816 је расејано звездано јато у сазвежђу Златна риба које се налази на NGC листи објеката дубоког неба.
Деклинација објекта је - 67° 15' 39" а ректасцензија 5h 3m 50,8s. Привидна величина (магнитуда) објекта NGC 1816 износи 9,0. NGC 1816 је још познат и под ознакама ESO 85-SC37.